# Економіка Туреччини
Туреччина — індустріально-аграрна країна. Основні галузі промисловості: гірнича (вугілля, хроміти, бор, мідь), чорна і кольорова металургія, нафтопереробна, машинобудування, паперова, харчова. Транспорт — автомобільний, залізничний, трубопровідний, морський, річковий, повітряний. Протяжність державних залізниць Туреччини в 1994 становила 10,4 тис. км. Вони напряму пов'язані з рейковою мережею Сирії, Ірану і європейських країн. Шосейних доріг з твердим покриттям в 1995 нараховувалося близько 46 тис. км. У 1992 торговий флот Туреччини мав водотоннажність близько 3 млн т. Головні морські порти: Стамбул, Ізмір, Ізміт, Іскендерун, Мерсін, Самсун, Трабзон. Аеропорти Стамбулу: Аеропорт Стамбул-Сабіха Гекчен та Міжнародний аеропорт Ататюрк, а також Анкари обслуговують декілька десятків міжнародних авіаліній.

## Історія
З 1980 по 1987 річне зростання ВВП коливалося між 3,3 % і 8,1 %, але в 1988 скоротилося до 2,5 %, а в 1989 до 1,1 %, після чого уряд ввів обмеження, направлені на сповільнення інфляції. Після зниження показника до 0,9 % в 1990, що було пов'язано з війною в Перській затоці (1990—1991), ВВП Туреччини почав поступово збільшуватися: в 1995 на 8,1 %, в 1996 — на 7,1 і в 1997 — на 8 %.
За даними [Index of Economic Freedom, The Heritage Foundation, U.S.A. 2001]: ВВП — $ 201 млрд. Темп зростання ВВП — 2,8 %. ВВП на душу населення — $3167. Прямі закордонні інвестиції — $ 102 млн. Імпорт — $ 61,3 млрд (г.ч. Німеччина — 15,9 %; Італія — 9,3 %; США — 8,8 %; Франція — 6,6 %; Велика Британія — 5,8 %). Експорт — $ 54 млрд (г.ч. Німеччина — 20,3 %; США — 8,3 %; Велика Британія — 6,4 %; Італія — 5,8 %; Росія — 5 %).

## Промисловість
Протягом 1950-1960-х років індустріалізація країни протікала швидкими темпами. У 1970-х роках в обробних галузях було зайнято приблизно 15 % всієї робочої сили, в 1993 21 %, а частка промисловості в ВВП зросла з 12 % в 1952 до 30,6 % в 1995. Близько 3/4 усього індустріального виробництва і зайнятого в ньому населення зосереджені в Стамбулі та Ізмірі та в прилеглих до цих міст прибережних районах Мармурового та Егейського морів. Іншими найважливішими промисловими центрами є Анкара, район Чукурова, а також Зонгулдак на узбережжі Чорного моря, де добувається кам'яне вугілля і поблизу, в Карабюке й Ереглі, де виросли два великих металургійних комбінати. У 1993 виплавка сталі досягла бл. 10,3 млн т. По всій країні розкидана безліч невеликих підприємств, які також вносять серйозний внесок у виробництво. Провідними галузями турецької промисловості є текстильна і харчова.
Велику популярність у світі здобули компанії із випуску світло-, електро- та електронно-технічної продукції, такі як Üstün Avize San. ve Tic. Ltd. Şti, MEPA ELEKTRIK тощо.

## Сільське господарство
У 1994 аграрний сектор економіки, включаючи лісове і рибне господарство, забезпечував створення 15,7 % ВВП і давав робочі місця бл. 40 % працездатного населення країни. На Анатолійському плоскогір'ї традиційно вирощують зернові та розводять худобу. У багатших прибережних районах, зокрема на узбережжі Егейського моря, поширені великі землеволодіння. У цих районах обробляють такі товарні культури, як бавовник, тютюн і плодові. Виробництво зернових і тваринництво забезпечують 2/3 всієї сільськогосподарської продукції. Із зернових культур бл. 2/3 припадає на пшеницю та 1/4 — на жито. Тваринництво залишається найважливішою галуззю передусім в гірських східних районах, де заняття землеробством обмежене через складні природні умови. У 1994 в Туреччині нараховувалося 36 млн голів овець, від яких отримують вовну для килимарства, а також шкури і м'ясо. Стадо великої рогатої — 12 млн голів; 10 млн кіз, з яких 1/4 — ангорські, що дають мохер. 1/3 аграрної продукції практично в рівних частках формується шляхом зборів фруктів та овочів і урожаю технічних культур, основу якого складають бавовна (837 тис. т в 1995), тютюн (178 тис. т) і цукровий буряк (11,7 млн т).

## Енергозабезпечення
Первинна енергія, яка необхідна країні може бути оцінена в 90 млн т нафтового еквівалента в 2000, 117 млн т — в 2005 і 156 млн т — в 2010. Однак, власне виробництво енергії покриває потреби на 45 % в 2001, до 42 % в 2005 і 38 % в 2010. 
Вироблення електроенергії зросло з 4 млрд кВт·год. в 1963 до 86,3 млрд кВт·год. в 1995. У 1995 3/5 всієї електроенергії країни вироблялося на ТЕС, інша частина — на ГЕС. Найбільшими гідроенергетичними об'єктами в Туреччині стали ГЕС Кебан на р. Євфрат і ГЕС Хірфанли на р. Кизил-Ірмак. Виробництво електроенергії у 2015 році склало 245,8 млрд кВт·год.

## Туризм
Туризм є однією з важливих галузей турецької економіки, туризм складає близько 13% всієї економіки Туреччини.
За даними СОТ у 2019 році Туреччина була шостою за популярністю туристичним напрямком у світі. У 2019 році туризм приніс Туреччини 34 мільярди доларів США (25 мільярдів фунтів стерлінгів).

## Інфляція
У 2022 році мешканці Туреччини зіткнулися з девальвацією національної валюти та гіперінфляцією (стрімким зростанням споживчих цін).
| 2022    | 2022               | 2023    | 2023               | 2024    | 2024               |
| Дата    | Відсоток зростання | Дата    | Відсоток зростання | Дата    | Відсоток зростання |
| ------- | ------------------ | ------- | ------------------ | ------- | ------------------ |
| 01.2022 | 36,08 %            | 01.2023 | 64,27 %            | 01.2024 | 64,86 %            |
| 02.2022 | 48,69 %            | 02.2023 | 57,68 %            | 02.2024 | 67,07 %            |
| 03.2022 | 54,44 %            | 03.2023 | 55,18 %            | 03.2024 | 68,50 %            |
| 04.2022 | 61,14 %            | 04.2023 | 50,51 %            | 04.2024 | 36,08 %            |
| 05.2022 | 69,79 %            | 05.2023 | 43,68 %            | 05.2024 | 69,80 %            |
| 06.2022 | 73,50 %            | 06.2023 | 39,59 %            | 06.2024 | 75,45 %            |
| 07.2022 | 78,62 %            | 07.2023 | 38,31 %            | 07.2024 | 71,60 %            |
| 08.2022 | 79,60 %            | 08.2023 | 58,94 %            | 08.2024 |                    |
| 09.2022 | 80,21 %            | 09.2023 | 61,53 %            | 09.2024 |                    |
| 10.2022 | 83,45 %            | 10.2023 | 61,36 %            | 10.2024 |                    |
| 11.2022 | 85,51 %            | 11.2023 | 61,98 %            | 11.2024 |                    |
| 12.2022 | 84,39 %            | 12.2023 | 64,77 %            | 12.2024 |                    |

## Проблеми

### Безробіття
Кожен п'ятий молодий чоловік у Туреччині не має роботи. З жінками ситуація ще гірша.
За даними ОЕСР Туреччина займає четверте місце у світі за кількістю молоді яка не має роботу, освіти або професійної підготовки.